# Renate Gärtner
Renate Gärtner (Rückers, 1 oktober 1952) is een atleet uit Duitsland.
Op de Olympische Zomerspelen van München in 1972 nam Gärtner voor West Duitsland deel aan het onderdeel hoogspringen. Met een sprong van 1,82 meter eindigde ze als veertiende.
Gärtner was tweemaal nationaal kampioene hoogspringen van Duitsland, in 1969 en 1971.

## Persoonlijk record
| Onderdeel    | Resultaat | Jaar |
| ------------ | --------- | ---- |
| Hoogspringen | 1,84      | 1973 |